# غلوريا كارتر سبان
غلوريا كارتر سبان (التي وُلدت باسم جون؛ 22 أكتوبر 1926 – 5 مارس 1990) كانت متسابقة دراجات نارية وناشطة أمريكية، عُرفت بإنجازاتها في مجتمع الدراجات النارية. كانت سبان شقيقة الرئيس التاسع والثلاثين للولايات المتحدة، جيمي كارتر. تركت سبان بصمتها كواحدة من أولى النساء اللاتي تم إدخالهن في نادي هارلي ديفيدسون للـ 100,000 ميل. في عام 1978، تم تسميتها "أفضل متسابقة دراجات نارية أنثوية". كما كانت سبان ناشطة في حقوق الدراجات النارية، حيث استخدمت منصتها للدفاع عن مصالح وحقوق راكبي الدراجات النارية.

## السنوات المبكرة
كانت غلوريا كارتر ثاني أربعة أطفال، وأول ابنة وُلدت لجيمس إيرل كارتر الأب (1894–1953) وليليان جوردي كارتر (1898–1983)، وكانت أصغر من شقيقها جيمي بسنتين. عندما كان جيمي صغيرًا، كان يلفظ اسمها "غو غو"، وهو اللقب الذي ظل ملازمًا لها. حسب العديد من الروايات، بما في ذلك رواية والدتها، كانت غلوريا الأذكى، والأكثر إثارة للاهتمام، والأجمل، والأكثر انفتاحًا، والأكثر موهبة بين إخوتها. وفي مرحلة الطفولة، كانت علاقتها مع شقيقها جيمي، الذي سيصبح الرئيس فيما بعد، مليئة بالتنافس على كسب محبة والديهما، لكنهما أصبحا قريبين للغاية في السنوات اللاحقة. وقد أطلق جيمي عليها النار باستخدام بندقية بي بي بعد أن رمت عليه مفتاحًا في أثناء لعبهما كأطفال.
تخرجت كارتر من المدرسة الثانوية في يونيو 1944 وقررت الالتحاق بكلية جورجيا ساوثويسترن حيث بدأت في دراسة الصحافة. ومع ذلك، تأجلت خططها عندما تزوجت من بطل حرب، ويليام إيفريت هاردي من أميريكوس. كان والدها ووالدتها غير موافقين على هذا الزواج، حيث كان العريس يعمل ككواف في صيدلية، وهي مهنة لم تكن تُعتبر ملائمة للعائلات الثرية في ذلك الوقت. أنجب الزواج ابنًا سُمّي ويليام إيفريت (هاردي) سبان (1946–1997). في عام 1949، عادت غلوريا إلى جورجيا من تكساس، وكان والدها غاضبًا بسبب الضربات الوحشية التي تعرضت لها على يد زوجها. وبمساعدة والدها، حصلت غلوريا على إلغاء زواجها في نفس العام. في 15 ديسمبر 1950، تزوجت من والتر جاي سبان (1925–2012)، وهو مزارع من مقاطعة ويبستر، جورجيا، وتبنى الابن من زواجها الأول. لم يُرزق والتر وغلوريا سبان بأطفال من زواجهما، لكن حسب كل الروايات، كان لديهما زواج سعيد ومليء بالمودة استمر لحوالي 40 عامًا حتى وفاتها.
في عام 1964، استقال سبان من الكنيسة المعمدانية التي ينتمي إليها كارتر بعد أن صوتت الكنيسة على عدم رفع حظرها على حضور السود.

## رئاسة كارتر: 1977–1981
على الرغم من أن سبان كانت تتمتع ببعض الشهرة الخاصة بها قبل انتخاب شقيقها كارتر، إلا أنها لم تُجبر على الظهور في الأضواء حتى ذلك الحين. ومن المحتمل أنها كانت أكثر إخوة كارتر تجنبًا للأضواء خلال سنوات شقيقها في المنصب. قبل انتخاب كارتر رئيسًا في عام 1976، شاركت سبان في العديد من حملاته الانتخابية. في محاولاته للفوز بمنصب حاكم جورجيا، قامت بعدد لا يحصى من المكالمات الهاتفية وأرسلت العديد من المنشورات نيابة عنه.
حافظت سبان على صورة منخفضة نسبيًا حيث كانت هي وزوجها يشاركان في ركوب الدراجات عبر البلاد على دراجاتهما النارية من نوع هارلي ديفيدسون. بدأت سبان في ركوب الدراجات حوالي عام 1967. في عام 1977، نشرت كتابًا يحتوي على رسائل والدتها التي توثق صراعات وإنجازات والدتها خلال عامين من العمل مع فيلق السلام في الهند.كما كان هي ووالتر عضوين في "اتحاد الحياة"، وهو أخوية دينية.
سبب ابن سبان لها الكثير من القلق والتوتر. أصبح يتجول ليلاً وغالباً ما يختفي لمدة ثلاثة أو أربعة أيام في كل مرة، مما جعل سبان في حالة من الهلع. وبما أن زوجها كان يكسب مالاً جيداً، لم تكن سبان مضطرة للعمل، ولكن بما أن ابنها كان يُطرد باستمرار من المدارس، بدأت تعمل كأمينة سر لكي تتمكن من إرسال ابنها إلى مدرسة خاصة. ناقشت سبان مشكلتها مع شقيقتها المبشّرة، روث ستابلتون. في كوخ ستابلتون في الجبال، حصلت سبان على مواد تشجع القراء على تسليم مشاكلهم إلى الله.
انتقل ويليام كارتر سبان إلى كاليفورنيا في عام 1969، وأشارت غلوريا إلى حياته المضطربة كالعامل الرئيسي الذي جعلها تعود إلى إيمانها. كان ويليام سبان يقول في كثير من الأحيان إن والدته رفضته، واستخدم هذا لتبرير سلوكه غير التقليدي. لم تلتق غلوريا كارتر سبان بابنها خلال السنوات الـ21 الأخيرة من حياتها.
على الرغم من أن ويليام قد انتقل إلى كاليفورنيا وقطع الاتصال بعائلته، إلا أن ذلك لم يمنعه من الظهور في الأضواء. خلال الحملة الرئاسية لجيمي كارتر عام 1976، تم إجراء مقابلة مع ويليام في زنزانته في سجن كاليفورنيا. وعند الحديث عن نجاح عمه، قال: "هو في البيت الأبيض، وأنا في البيت الكبير". كما تلقت غلوريا أيضًا مكالمة تهديدية تكشف عن "وجود ابن شقيق جيمي كارتر في السجن"، مهددة بالكشف عن ذلك إذا لم تدفع مبلغًا من المال لإبقاء المتصل صامتًا. في عام 1979، تم القبض على سبان بتهمة السلوك المشاغب عندما رفضت التوقف عن العزف على الهارمونيكا في مطعم "ماكوافيل" في أميركوس، جورجيا.
كانت غلوريا سبان واحدة من أولى النساء اللاتي تم إدخالهن في نادي هارلي ديفيدسون لراكبي الدراجات الذين قطعوا 100,000 ميل، وتم تسميتها "أفضل راكبة دراجات نارية في عام 1978"، وعملت ناشطة في حقوق الدراجات النارية. خلال سنواتهم كراكبي دراجات نارية، أصبح غلوريا وزوجها "أم" و"أب" للركاب الأصغر سنًا. قام الزوجان بزرع حديقة كبيرة للدراجين كل عام، وكانا يحفظان الخضروات لاستخدامها عندما كان لديهما ضيوف غير متوقعين. كانت مزرعتهما مجهزة للعديد من الأسرة أو أكياس النوم. كما قام والتر ببناء مرحاض يحتوي على أربع فتحات لاستيعاب الدراجين الذين كانوا يمرون عبر الجنوب أو في طريقهم إلى السباقات في دايتونا.

## المرض والموت
في خريف عام 1989، علمت غلوريا سبان بأنها مصابة بسرطان البنكرياس. كان الزوجان، اللذان كانا في الستينيات من عمرهما، يتطلعان إلى التقاعد في مزرعتهما ومواصلة اهتمامهما بالدراجات النارية. تم اكتشاف مرضها في مرحلة متأخرة، كما هو شائع، حيث كان العلاج الوحيد المتاح هو الرعاية التلطيفية. كانت سبان قد كانت مدخنة لكنها توقفت عن هذه العادة في السنوات التي سبقت وفاتها.
في 5 مارس 1990، توفيت غلوريا سبان نتيجة مضاعفات سرطان البنكرياس عن عمر يناهز 63 عامًا. كان والدها وأختها، روث كارتر ستابلتون، وأخاها، بيلي كارتر، قد توفوا أيضًا جراء الإصابة بسرطان البنكرياس. بينما توفيت والدتها نتيجة سرطان الثدي. على شاهد قبرها، كُتب: "هي تركب في جنة هارلي". مدفونة في مقبرة الكنيسة المعمدانية في لبنان بالقرب من بلينز، جورجيا، حيث دفن والديها وأخوها أيضًا.